# Gadila boucheti
Gadila boucheti är en blötdjursart som beskrevs av Nicklès 1979. Gadila boucheti ingår i släktet Gadila och familjen Gadilidae. Inga underarter finns listade i Catalogue of Life.